# 後像

注視此圖5至60秒，然後注視白色目標，就會看到負後像（在本例中會看到青色在洋红色上） 。觀者也可以透過閉上眼睛，抬起頭來達成。

後像（Afterimage）是在眼睛接觸原始影像一段時間後，繼續出現在眼睛中的影像。後像可能是正常現象（生理性後像），也可能由疾病引起（持續性後像）。幻視持續性後像（Illusory palinopsia）可能是生理後像的病態誇大。後像的成因是視網膜在眼睛未受原始刺激時卻仍維持光化學活動。
有種常見的生理性後像是發生在短暫注視光源（例如相機閃光燈）後，這種後像看起來像是有個暗淡面積漂浮在眼前。持續性後像（Palinopsia）是视雪症的常見症狀。

## 負後像
負性的後像主要是由視網膜神經節細胞的神經性適應造成，視網膜神經節細胞會將訊號從眼睛的視網膜傳到大腦其他部分。當眼睛的感光细胞（視桿細胞和視錐細胞）適應過度刺激並失去敏感性時也會輕微引起負性後像。另外大腦也有所影響。
楊-亥姆霍茲三原色理論假設眼睛中存在三種感光细胞，每種感光细胞只對特定範圍的可見光敏感：短波長視錐細胞、中波長視錐細胞、長波長視錐細胞。然而，三原色理論並不能解釋所有的後像現象。明確來說，後像是適應性刺激的互補色調，而三原色理論無法解釋這一事實。
三原色理論無法解釋後像，這表示需要一種對立歷程理論，如Ewald Hering（1878）闡述並由 Hurvich和 Jameson（1957）進一步發展的理論。對立歷程理論指出，人类视觉系统以對抗性的方式處理來自視錐細胞和視桿細胞的訊號，由此解釋顏色資訊。對立色理論是指存在三個對立頻道：紅對綠、藍對黃、黑對白。對某一種對立通道的其中一種顏色的響應與對另一種顏色的響應有拮抗作用。因此可解釋為何綠色影像会产生洋红色後像，這是因為綠色使綠色頻道產生適應性，因此會產生減弱過的訊號，任何導致綠色減少的東西都被解釋為其原色的配對，也就是洋紅色（紅色和藍色的等量混合）。
在觀看示例影片並移開視線後，會產生扭曲的錯覺。參見运动后效。

## 正後像
相比之下，正後像的顏色看起來與原始影像相同，大多極為短暫，只持續不到半秒。正後像成因尚不清楚，但可能反映了大腦的持續性活動，此時视网膜感光细胞會持續向枕葉發送神經衝動。
產生正像的刺激通常會在適應過程中迅速觸發負後像，要體驗這種現象，可以先看向明亮的光源，再把目光移至暗處，比如閉上眼睛。一開始應該會看到漸漸消失的正後像，隨後可能會出現持續時間更長的負後像。也有可能看到任意不明亮物體的後像，只是這些後像只會持續片刻，大多數人不會注意到。

## 圖庫

美国国旗的相反色
白色方块
意大利国旗的相反色

## 註記
1. ↑  Bender, MB; Feldman, M; Sobin, AJ. . Brain: A Journal of Neurology. Jun 1968, 91 (2): 321–38. PMID 5721933. doi:10.1093/brain/91.2.321.
2. ↑  Gersztenkorn, D; Lee, AG. . Survey of Ophthalmology. Jul 2, 2014, 60 (1): 1–35. PMID 25113609. doi:10.1016/j.survophthal.2014.06.003.
3. ↑  Zaidi, Q., Ennis, R., Cao, D., & Lee, B. . Current Biology. 2012, 22 (3): 220–224  [17 October 2022]. （原始内容存档于2024-06-10）.
4. ↑  Williams, D. R., & MacLeod, D. I. A. . Vision Research. 1979, (8): 867–877  [17 October 2022].
5. ↑  Shimojo, S; Kamitani, Y; Nishida, S. . Science. 2001, 293 (5535): 1677–80. Bibcode:2001Sci...293.1677S. PMID 11533495. S2CID 41840423. doi:10.1126/science.1060161.
6. ↑  Horner, David. T. . Ware, Mark E.; Johnson, David E.  (编). . II: Physiological-Comparative, Perception, Learning, Cognitive, and Developmental. Psychology Press. 2013: 94–96  [2019-12-06]. ISBN 978-1-134-99757-2. Originally published as: Horner, David T. . Teaching of Psychology. 1997, 24 (4): 267–268. ISSN 0098-6283. S2CID 145364769. doi:10.1207/s15328023top2404_10.
7. 1 2  Horner, David. T. Ware, Mark E.; Johnson, David E. , 编. . II: Physiological-Comparative, Perception, Learning, Cognitive, and Developmental. Psychology Press. 2013: 94–96  [2019-12-06]. ISBN 978-1-134-99757-2. Originally published as: Horner, David T. . Teaching of Psychology. 1997, 24 (4): 267–268. ISSN 0098-6283. S2CID 145364769. doi:10.1207/s15328023top2404_10.
8. ↑  . www.exo.net.   [2023-02-07]. （原始内容存档于2017-04-22）.